# Universidade da Cidade de Nova Iorque
A Universidade da Cidade de New York (em inglês, City University of New York, conhecida pelo acrônimo CUNY) é uma universidade pública localizada na cidade de Nova Iorque, nos Estados Unidos. É a maior universidade urbana do país, com mais de 260.000 estudantes em regime de créditos e 273 mil alunos de educação continuada e profissional, matriculados em campi localizados em todos os cinco distritos de Nova York. A CUNY é constituída por 11 faculdade,  6 community colleges (cursos superiores de curta duração), uma escola de pós-graduação, uma escola de jornalismo, uma faculdade de direito e a Sophie Davis School of Biomedical Education.
A City University of New York  é o terceiro maior sistema universitário dos Estados Unidos, em número de matrículas, somente superada pela  State University of New York (SUNY), com 413.000 estudantes, e pelo sistema da California State University, com 414.000 estudantes. A CUNY e a SUNY são sistemas universitários separados e independentes, embora ambas sejam  instituições públicas financiadas pelo Estado de Nova York. A CUNY  também recebe recursos da cidade de Nova York.